# Django Unchained
Pour les articles homonymes, voir Django.
Pour plus de détails, voir Fiche technique et Distribution.
Django Unchained, ou Django déchaîné au Québec et au Nouveau-Brunswick, est un western américain écrit et réalisé par Quentin Tarantino, sorti en 2012.
Nommé pour cinq Oscars, dont celui du meilleur film en 2013, le film est récompensé à deux reprises ; meilleur acteur dans un second rôle pour Christoph Waltz et meilleur scénario original pour Quentin Tarantino. Doté d'un budget de 100 millions de dollars, le film rapporte plus de 425 millions de dollars au box-office, ce qui en fait le meilleur succès commercial de Tarantino.

## Synopsis

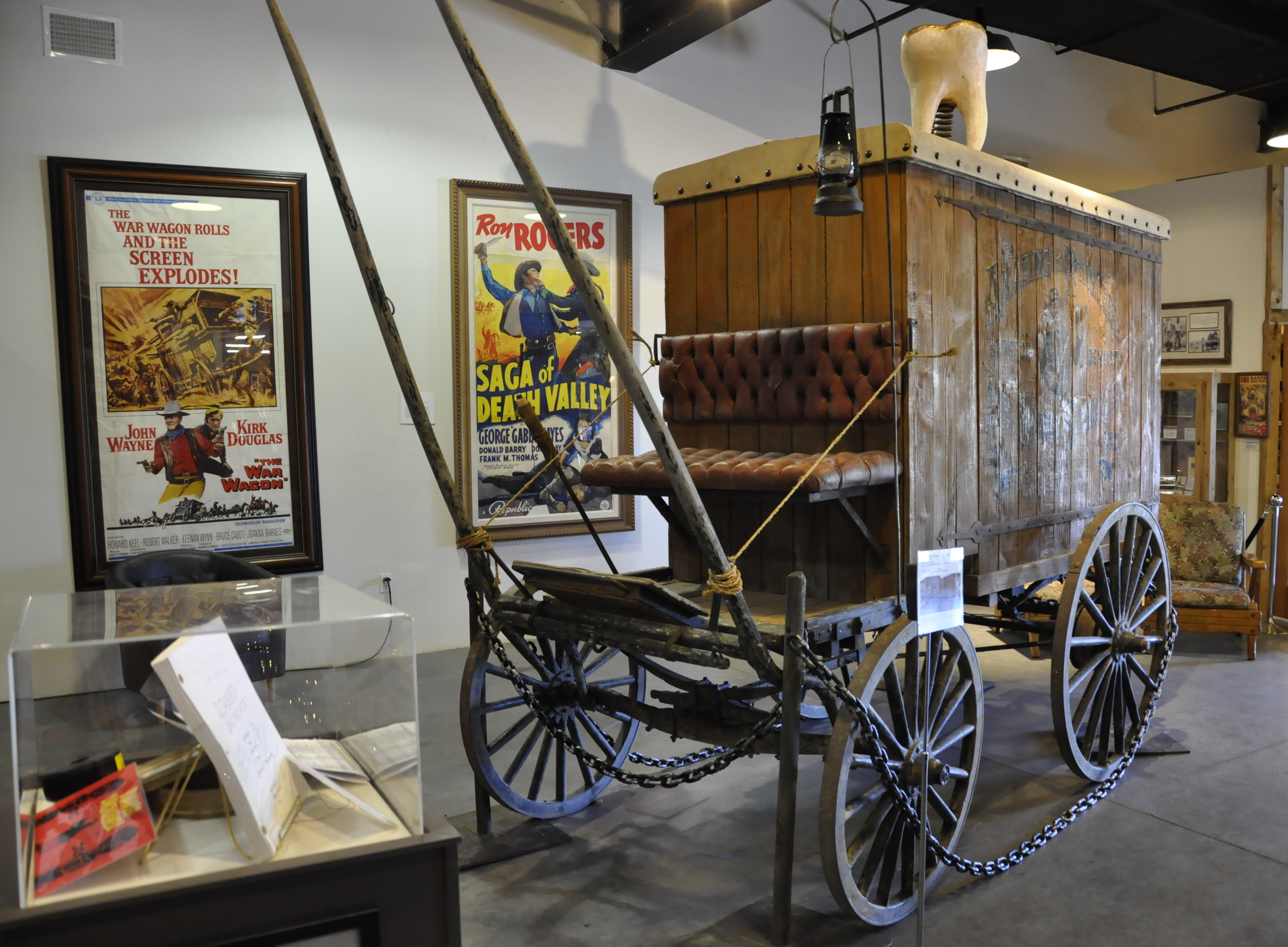
Chariot du docteur Schultz.

Au Texas, en 1858, une file d'esclaves enchaînés avance péniblement sous la garde des frères Ace et Dicky Speck. En pleine nuit, le groupe croise le docteur King Schultz, qui voyage sur sa roulotte de dentiste ambulant (avec Fritz le cheval et une grande dent factice qui gigote au bout de son ressort sur le toit). Schultz, ignorant l'hostilité manifeste des Speck, demande aux prisonniers si l'un d'entre eux connaît les dénommés « frères Brittle » ; celui qui s'avérera être Django répond par l'affirmative. Mais lorsque Schultz insiste pour acquérir Django, Ace Speck le menace de son fusil. Schultz tue rapidement Ace, libère Django, et laisse les autres esclaves s'occuper de Dicky.
Une fois en ville, Schultz explique à Django qu'il est un chasseur de primes et qu'il doit ramener les frères Brittle, morts ou vivants. Malheureusement, Schultz ignore à quoi ressemblent ses proies, et  a donc besoin de quelqu'un pour les lui montrer. Il propose à Django de l'accompagner jusqu'à ce qu'ils aient retrouvé les Brittle ; leur travail accompli, Django sera libre et recevra même 25 dollars par tête. Django accepte.
Le docteur Schultz demande à Django ce qu'il fera une fois les trois frères supprimés. Ce dernier explique qu'il partira à la recherche de sa femme Broomhilda, dont il ignore le destin après leur tentative ratée de fuir la plantation où ils étaient retenus. Schultz, originaire de Düsseldorf, est très étonné par le prénom à consonance germanique de l'épouse de Django.
Les deux associés localisent les trois frères dans la plantation de Spencer Bennet et accèdent au domaine en se faisant passer pour des acheteurs esclavagistes, puis abattent les Brittle.
Schultz se sentant vaguement responsable de Django, qui est le premier esclave qu'il libère, lui propose de prolonger leur association jusqu'à la libération de Broomhilda, et lui raconte la légende allemande de Brünhild « la plus connue des légendes allemandes » (la Chanson des Nibelungen).
Django accepte l'association et passe l'hiver suivant à s'entraîner avec le docteur. Devenu un tireur d'exception, Django recueille une première prime et conserve comme porte-bonheur l'avis de recherche qui y est associé.
À Greenville, où Django avait été vendu, Schultz et Django rencontrent le nouveau maître de Broomhilda, le richissime Calvin J. Candie, propriétaire de la plantation Candyland. Entre autres cruautés, cet homme aux apparences raffinées oblige ses esclaves les plus forts à se battre à mort dans des combats de « lutte mandingue ». Schultz et Django sont conscients que Calvin Candie ne consentira à les rencontrer que s'il y trouve son intérêt. Ils l'aborderont donc en prétendant vouloir acheter le meilleur lutteur de Candie pour une somme énorme, soit 12 000 dollars, puis ils renonceront à la négociation pour n'acheter « que » Broomhilda. L'approche fonctionne : Candie les invite chez lui. Durant leur voyage, pour éviter de se faire démasquer, Django et Schultz doivent se montrer insensibles à la condition des autres esclaves (ils doivent par exemple renoncer à sauver D'Artagnan, un lutteur affaibli et borgne, que Candie fait dévorer par ses chiens pour le punir d'avoir fui).
Arrivés à Candyland, Schultz et surtout Django se heurtent à l'hostilité de Stephen, le fidèle majordome noir de Candie. Ils parviennent à organiser une discrète entrevue avec Broomhilda, qui s'évanouit de surprise en apercevant Django. Pendant le dîner dans le pavillon des maîtres où Broomhilda fait le service, la sœur de Calvin Candie s'exclame : « Il semble que cette pouliche ait un petit faible pour Django ». Hélas, ceci (entre autres) alerte Stephen, qui s'isole avec Candie pour lui exposer ses déductions : l'achat du lutteur n'a été qu'un prétexte pour s'introduire ici et ensuite acheter Broomhilda. Calvin Candie retourne avec ses invités et, au dessert, se livre à une démonstration extrêmement violente qui aboutit à une offre unique présentée comme un ultimatum : le prix de Broomhilda passe à 12 000 dollars. Schultz et Django acceptent, et un contrat de vente est conclu.
Après avoir été payé, et alors que Django, Schultz et Broomhilda sont sur le point de partir, Candie exige que Schultz lui serre la main afin de finaliser la transaction. Schultz refuse catégoriquement. Candie insiste lourdement, prétendant que dans le Sud, seule une poignée de main officialise une transaction. Semblant se résigner, Schultz s'approche de Candie... et lui tire une balle en plein cœur avec un Derringer dissimulé dans sa manche ; il se retourne vers Django et, semblant s'excuser, lui dit : « J'ai pas pu résister ». Dans la fusillade qui s'ensuit, Schultz se fait abattre par le garde du corps de Candie, Buch, qui lui-même se fait descendre par Django. Django abat ensuite un grand nombre de gardes, mais finit par se rendre quand Broomhilda est prise en otage. Le lendemain matin, Stephen annonce à Django qu'il sera vendu à la compagnie minière LeQuint Dickey, qui a la réputation de faire succomber les gens au travail.
En route pour la mine, Django explique à ses trois gardiens qu'il est un chasseur de primes injustement emprisonné : il prétend que de dangereux bandits se sont réfugiés à Candyland après avoir tué Schultz, Candie, et du personnel et qu'il a été vendu à la mine, car il faisait le coupable idéal. Pour prouver ses dires, Django sort de sa poche son premier avis de recherche, ce présumé porte-bonheur qu'il a soigneusement conservé, et convainc ses surveillants. Lorsque les gardiens le libèrent et lui donnent un revolver, Django les abat, s'empare de dynamite et d'un cheval et fonce à Candyland.
Pendant son retour vers la plantation, Django massacre les dresseurs des molosses qui ont dévoré D'Artagnan. Il découvre aussi le corps de Schultz, sur lequel il prend les papiers qui affranchissent Broomhilda, puis libère sa femme. Lorsque les occupants de Candyland reviennent de l'enterrement de Calvin Candie et pénètrent dans le hall du bâtiment principal, Django libère les serviteurs, abat les hommes de main et la sœur de Candie, et termine en tirant dans les rotules de Stephen. Fou de rage, le majordome prédit la capture de Django. Calmement, ce dernier enflamme la mèche reliée à la dynamite qu'il a installée dans la maison et va rejoindre Broomhilda. Ensemble, ils assistent à l'explosion qui tue Stephen et  détruit Candyland, contemplent les flammes, et s'éloignent à cheval.
Scène post-générique
Assis dans la cage sur le chariot qui les emmenait à la compagnie minière LeQuint Dickey, les trois esclaves regardent perplexes, l'un d'eux demande en parlant de Django : « c'était qui ce nègre ? »

## Fiche technique
- Titre original et français : Django Unchained
- Titre québécois : Django déchaîné
- Réalisation et scénario : Quentin Tarantino
- Direction artistique : Page Buckner, David F. Klassen et Mara LePere-Schloop
- Décors : J. Michael Riva
- Costumes : Sharen Davis
- Photographie : Robert Richardson
- Montage : Fred Raskin
- Production : Reginald Hudlin, Pilar Savone et Stacey Sher
- Producteurs exécutifs : Bob Weinstein et Harvey Weinstein
- Sociétés de production : The Weinstein Company et Columbia Pictures
- Sociétés de distribution : The Weinstein Company (États-Unis), Sony Pictures Releasing France (France)
- Budget : 100 000 000 de dollars[1]
- Pays de production :  États-Unis
- Langue originale : anglais (quelques dialogues en allemand et français[2])
- Format : couleur — 35 mm — 2,35:1
- Genre : western
- Durée : 165 minutes
- Dates de sortie[3] :
  - Canada, États-Unis : 25 décembre 2012
  - Belgique, France, Suisse : 16 janvier 2013
- Classification[4] :
  - États-Unis : « R » « for strong graphic violence throughout, a vicious fight, language and some nudity »
  - France : interdit aux moins de 12 ans[5]/à la télévision : interdit aux moins de 16 ans[6] ou aux moins de 12 ans pour la version censurée[7].
  - Suisse : 16+
  - Belgique : potentiellement préjudiciable jusqu’à 16 ans[8]
  - Québec : 13+[9]
  - Canada (Alberta, Manitoba, Nouvelle-Écosse, Ontario) : 18A (les moins de 18 ans doivent être accompagnés d'un adulte pour voir ce film)
  - Canada (Colombie-Britannique, Saskatachewan) : 14A (les moins de 14 ans doivent être accompagnés d’un adulte pour voir ce film)

## Distribution
- Jamie Foxx  (VF : Jean-Baptiste Anoumon ; VQ : Pierre Auger) : Django Freeman
- Christoph Waltz  (VF : Pierre-François Pistorio ; VQ : Denis Gravereaux) : King Schultz
- Samuel L. Jackson  (VF : Pascal Nzonzi ; VQ : Éric Gaudry) : Stephen, le majordome
- Leonardo DiCaprio  (VF : Damien Ferrette ; VQ : Patrice Dubois) : Calvin J. Candie
- Kerry Washington  (VF : Annie Milon ; VQ : Éveline Gélinas) : Broomhilda von Shaft
- Laura Cayouette  (VF : Claire Guyot ; VQ : Nathalie Coupal) : Lara Lee Candie-Fitzwilly, la sœur veuve de Calvin J. Candie
- Dennis Christopher  (VF : Jean-Pierre Leroux ; VQ : Alain Fournier) : Léonid « Léo » Moguy, avocat de Calvin J. Candie
- Walton Goggins  (VF : Loïc Houdré ; VQ : Sylvain Hétu) : Billy Crash
- James Remar  (VF : Sylvain Lemarié et Patrick Béthune) : Ace Speck / Butch Pooch
- Don Johnson  (VF : Patrick Poivey ; VQ : Jacques Lavallée) : Spencer Gordon « Big Daddy » Bennet
- Franco Nero  (VF : Enrico Di Giovanni) : Amerigo Vassepi
- Tom Wopat  (VF : Patrick Raynal ; VQ : Manuel Tadros) : le marshall Gill Tatum
- Jonah Hill  (VF : Charles Pestel ; VQ : Olivier Visentin) : l'un des hommes avec les sacs sur la tête (caméo)
- Quentin Tarantino  (VF : Jean-Philippe Puymartin ; VQ : Daniel Picard) : Frankie, un employé de The LeQuint Dickey Mining Co.
- John Jarratt  (VF : Dominique Collignon-Maurin) : Floyd, un employé de The LeQuint Dickey Mining Co.
- Michael Parks  (VF : Jean-Bernard Guillard ; VQ : Guy Nadon) : Roy, un employé de The LeQuint Dickey Mining Co.
- David Steen  (VF : Jean-François Savion) : Monsieur Stonesipher
- Dana Michelle Gourrier  (VF : Martine Maximin) : Cora
- Nichole Galicia (VF : Marie Noëlle Eusebe) : Sheba
- Ato Essandoh (VF : Asto Montcho) : D'Artagnan
- Sammi Rotibi (VF : Greg Germain) : Rodney
- Clay Donahue Fontenot : Roscoe
- Escalante Lundy (VF : Greg Germain) : Big Fred
- Miriam F. Glover  (VF : Mbembo) : Betina
- Russ Tamblyn : le fils d'un gunfighter
- Amber Tamblyn : la fille du fils d'un gunfighter
- James Russo (VF : Patrick Messe) : Dicky Speck
- Don Stroud  (VF : Michel Barbey) : shérif Bill Sharp
- Bruce Dern  (VF : Georges Claisse ; VQ : Hubert Fielden) : Curtis Carrucan
- M. C. Gainey  (VF : Sylvain Lemarié) : Big John Brittle
- Cooper Huckabee  (VF : Emmanuel Karsen) : Roger « Lil Raj » Brittle
- Doc Duhame : Ellis Brittle
- Michael Bowen : Stew
- Zoe Bell : Peg
- James Parks : Catfish
- Tom Savini : Cheney
- Robert Carradine  (VF : Denis Boileau) : Lex
- Ted Neeley : Ted
- Jake Garber : Jake
- Lee Horsley  (VF : Bernard Métraux) : le shérif Gus
- Rex Linn  (VF : Franck Capillery) : Tennessee Harry
- Brian Brown  (VF : Jean-Marc Charrier) : Hoot Peters
- Evan Parke : Chester
- Omar J. Dorsey : Chicken Charlie

Sources et légendes : Version française (VF) sur RS Doublage et Voxofilm ; Version québécoise (VQ) sur Doublage.qc.ca

## Production

### Développement
Quentin Tarantino avait exprimé depuis plusieurs années son intention de réaliser un western spaghetti, notamment en hommage à ceux de Sergio Leone. Le titre The Angel, The Bad And The Wise avait d'ailleurs été évoqué, en référence à Le Bon, la Brute et le Truand, mais il s'avère que ce titre se rapporte à un projet de Franco Nero en qualité de réalisateur, un western avec Keith Carradine et Treat Williams, où le réalisateur ferait un caméo ainsi que Robert Rodriguez. Finalement, son propre film s'inscrirait davantage dans la lignée du Django (1966) de Sergio Corbucci, qui donna suite à toute une série de films plus ou moins raccrochés à l'original.
Quentin Tarantino déclare avoir bouclé le script le 26 avril 2011, avant d'annoncer une sortie pour Noël 2012 aux États-Unis.

### Distribution des rôles

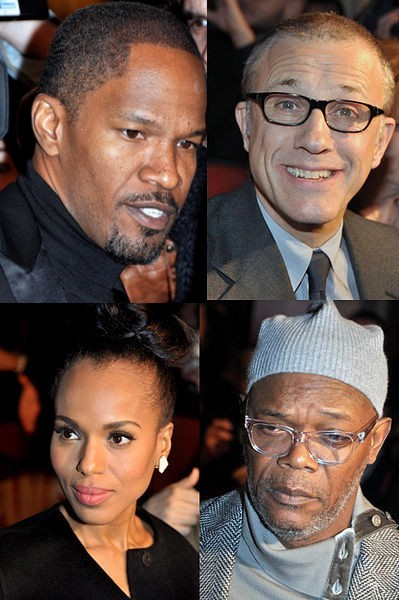
Les acteurs principaux Jamie Foxx, Christoph Waltz, Kerry Washington et Samuel L. Jackson à l'avant-première parisienne du film, en janvier 2013.

L'acteur-chanteur Jamie Foxx incarne le personnage de Django. Avant ce choix, Will Smith était pressenti pour le rôle. Mais il refuse l'offre de Tarantino, trouvant que le personnage de Django n'est en fait pas le personnage principal. L'acteur souhaite modifier le scénario, notamment que le personnage tue lui-même le méchant, ce qu'a refusé le réalisateur. Les noms d'Idris Elba, de Terrence Howard, ou de Chris Tucker ont également été cités,. Tyrese Gibson avait lui aussi montré son intérêt pour le rôle en faisant une vidéo pour une audition.
Christoph Waltz joue pour la seconde fois dans un film de Quentin Tarantino, après avoir incarné le colonel SS Hans Landa dans Inglourious Basterds.
Si le réalisateur a d'abord proposé à Leonardo DiCaprio d'endosser le rôle du personnage finalement incarné par Christoph Waltz, l'acteur a décliné l'offre (comme pour Inglourious Basterds) pour préférer incarner un autre personnage, celui du méchant Calvin Candie.
Samuel L. Jackson, habitué aux films de Tarantino, joue le vieux régisseur esclave du méchant propriétaire. L'acteur Franco Nero, qui avait tenu le rôle principal du film Django (1966) de Sergio Corbucci, fait une apparition dans le rôle d'un propriétaire d'esclaves d'origine italienne, dont le lutteur mandingue vient de se faire tuer par celui de Calvin Candie.
En novembre 2011, Quentin Tarantino avait déclaré qu'il voulait Jonah Hill. Mais ce dernier avait décliné, en raison d'un emploi du temps incompatible avec le tournage de Django Unchained. Cependant, en juin 2012, une solution est finalement trouvée et Jonah Hill rejoint la distribution en cours de tournage.
Annoncé dans le rôle d'Ace Woody, le bras-droit de Calvin, Kevin Costner quitte finalement le projet pour cause d'emploi du temps incompatible. Kurt Russell, qui a déjà travaillé avec Tarantino sur Boulevard de la mort, est ensuite proposé pour le rôle, puis il se désiste à son tour, officiellement pour différend artistique. Le rôle d'Ace Woody disparaît donc au profit de celui de Billy Crash interprété par Walton Goggins, acteur remarqué dans les séries Justified et The Shield, désormais plus étoffé, leurs scènes fusionnant.
Alors que le tournage a déjà commencé, Joseph Gordon-Levitt abandonne son rôle en cours, pour se consacrer à sa première réalisation. C'est Quentin Tarantino lui-même qui le remplace dans les scènes où apparaît le personnage. Joseph Gordon-Levitt avoue regretter de ne pas pouvoir se libérer pour tourner avec Tarantino qui est l'un de ses réalisateurs préférés. Il a cependant affirmé par ailleurs que Tarantino l'a soutenu dans sa démarche de réalisateur. Sacha Baron Cohen, qui devait participer au film, abandonne pour des raisons de promotion. Anthony LaPaglia a également quitté le film pendant le tournage, en raison d'un conflit d'emploi du temps et pour diverses raisons.

### Tournage
Le tournage débute en Californie en novembre 2011 (notamment à Santa Clarita, Alabama Hills, Independence, Lone Pine). Les prises de vues se poursuivent en 2012 dans le Wyoming (Jackson Hole), dans le parc national de la Plantation Evergreen (Edgard), puis à Wallace en Louisiane, en dehors de la Nouvelle-Orléans, en mars 2012. Certains lieux utilisés étaient des décors créés à l'origine pour la série télévisée Deadwood.
Résumé des lieux de tournage :
- Wyoming : Jackson Hole
- Louisiane : Edgard (Evergreen Plantation), La Nouvelle-Orléans
- Californie : Santa Clarita, Alabama Hills, Independence, Lone Pine

Lors de la scène nocturne de la charge de cavalerie aux flambeaux des membres du Ku Klux Klan sur le campement du docteur Schultz et Django, un cavalier qui ne porte pas de flambeau, de l'aile gauche tombe de cheval en dévalant la pente. Il roule à terre et se fait piétiner par le cheval qui se trouve à sa gauche dont le cavalier porte un flambeau. Son cheval continue sa course seul[réf. nécessaire].
Leonardo DiCaprio s'est réellement blessé à la main gauche quand il frappe sur la table où est placé un verre. Il a continué de jouer la scène malgré sa blessure. Les autres acteurs perplexes ont continué de jouer. C'est après cet accident que DiCaprio a suggéré à Tarantino de répandre du sang sur le visage de Kerry Washington. Le reste de la scène fut tourné un peu plus tard avec du faux sang.

### Costumes

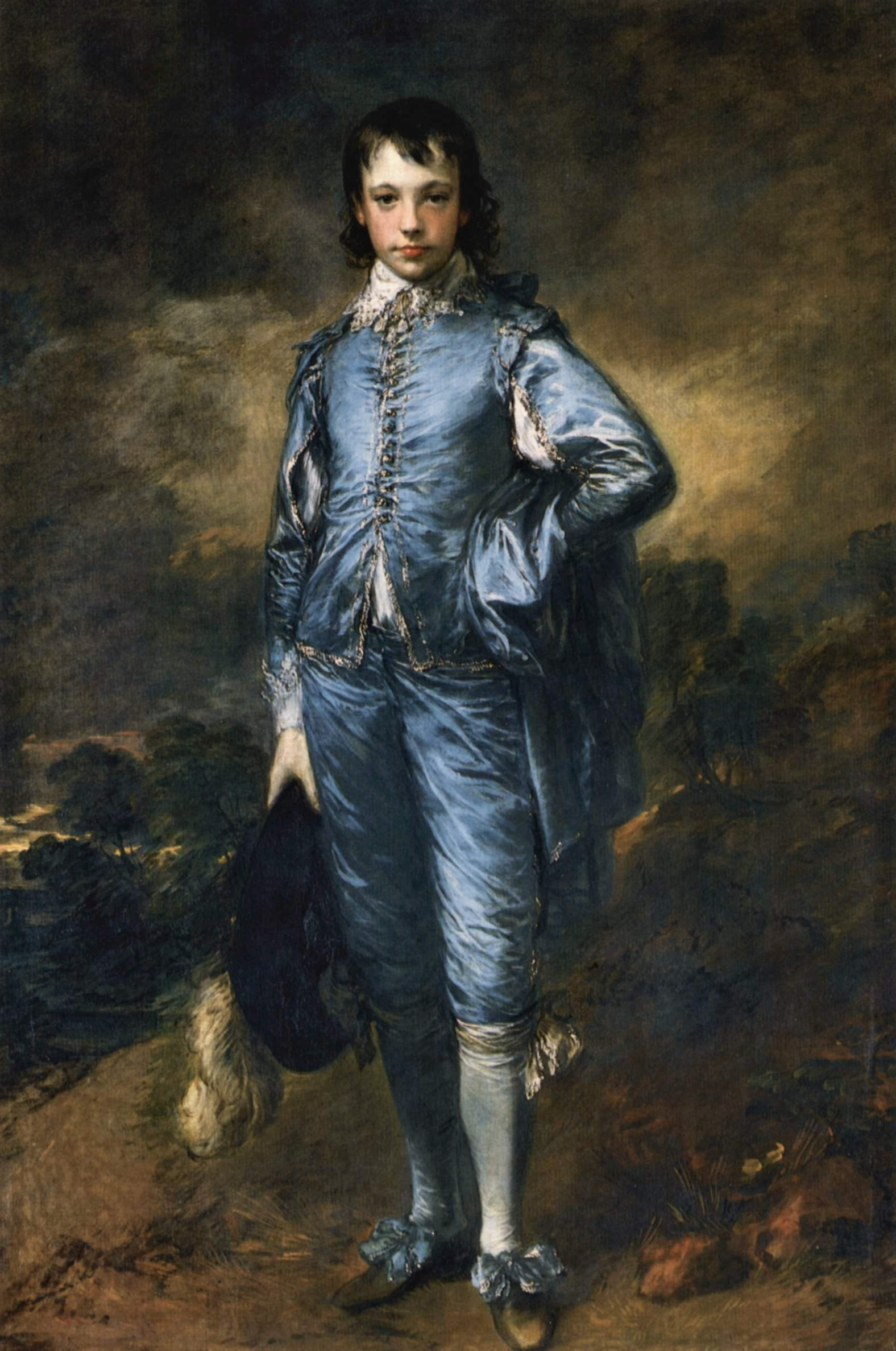
Le costume de valet de Django est inspiré de la peinture de 1770 de Thomas Gainsborough, L'Enfant bleu.

En janvier 2013, dans une interview de Sharen Davis, la designer des costumes du film, on apprend que la plupart des costumes du film s'inspirent des western spaghetti. Pour les costumes de Django, elle s'est inspirée de la série télévisée Bonanza mais également de la peinture de Thomas Gainsborough, L'Enfant Bleu.
Dans la scène finale, le costume de Broomhilda est similaire à celui du personnage d'Ida Galli dans le film Le Dollar troué. Le costume de Calvin Candie, quant à lui, est en partie inspiré de celui de Rhett Butler dans Autant en emporte le vent.

### Montage
Le film a été tourné au format large anamorphique, et format 35 mm. Contrairement à ce qui avait été originellement marqué sur le scénario, la trame secondaire autour du traqueur masqué de Zoë Bell a été coupée, et n'a pas été filmée en raison de contraintes de temps. Après 130 jours de tournages, les principaux travaux de prise de vue ont été achevés en juillet 2012.
Django Unchained est le premier film de Quentin Tarantino dont le montage n'a pas été réalisé par Sally Menke, qui est décédée en 2010. Les travaux de montage ont été gérés par Fred Raskin, qui a travaillé comme assistant montage sur le film de Tarantino Kill Bill. Raskin a été nommé pour le prix du meilleur montage aux concours BAFTA, mais a perdu contre William Goldenberg et son travail sur Argo.

## Bande originale
Bandes originales par Quentin Tarantino
Inglourious Basterds
(2009) Les Huit Salopards
(2015)
Django Unchained a été inspiré par le film Django réalisé par Sergio Corbucci en 1966. La bande son du film y fait également référence. Le film allie chansons inédites et compositions déjà existantes. Le générique reprend la chanson du Django de Sergio Corbucci, interprétée par Rocky Roberts. Django est un western spaghetti qui est un genre cinématographique reconnu pour l'importance qu’il consacre à la musique. Quentin Tarantino explique qu’il ne peut pas commencer l’écriture d’un scénario s’il n’a pas encore d’idée pour la musique du générique. Parmi les titres inédits, 100 Black Coffins de Rick Ross coécrit et produit par Jamie Foxx (Django Freeman), Who Did That to You? de John Legend, Ancora qui d'Ennio Morricone et Elisa et Freedom d'Anthony Hamilton et Elayna Boynton. Un mashup inédit de Untouchable de Tupac Shakur et The Payback de James Brown est également dans le film.
Frank Ocean a enregistré une chanson pour le film, que Quentin Tarantino a rejetée : « Ocean a écrit une ballade fantastique, c'était très romantique et poétique, mais il n'y avait tout simplement pas de scène pour ça. » L'artiste a cependant dévoilé le morceau, Wiseman, sur internet. « La musique apporte beaucoup à l'ambiance du film et elle évolue en même temps que les personnages principaux ».
La bande originale est commercialisée le 18 décembre 2012. Dans le livret de l'album, Quentin Tarantino explique ne pas avoir voulu utiliser des versions numériques des musiques, mais bien les versions de ses propres disques vinyles avec tous les « pops and cracks ».
| 1.  | Winged (Dialogue)                                                        | Quentin Tarantino                               | James Russo                           | 0:08 |
| 2.  | Django (tiré de Django)                                                  | Luis Bacalov                                    | Rocky Roberts & Luis Bacalov          | 2:53 |
| 3.  | The Braying Mule (tiré de Sierra torride)                                | Ennio Morricone                                 | Ennio Morricone                       | 2:33 |
| 4.  | In That Case Django, after You… (Dialogue)                               | Quentin Tarantino                               | Christoph Waltz & Jamie Foxx          | 0:38 |
| 5.  | Lo chiamavano King (His Name Was King) (tiré de On m'appelle King)       | Luis Bacalov                                    | Edda Orso                             | 1:58 |
| 6.  | Freedom                                                                  | Anthony Hamilton, Elayna Boynton, Kelvin Wooten | Anthony Hamilton & Elayna Boynton     | 3:56 |
| 7.  | Five-Thousand-Dollar Nigga's and Gummy Mouth Bitches (Dialogue)          | Quentin Tarantino                               | Don Johnson & Christoph Waltz         | 0:56 |
| 8.  | La corsa (2e version) (tiré de Django)                                   | Luis Bacalov                                    | Luis Bacalov                          | 2:18 |
| 9.  | Sneaky Schultz and the Demise of Sharp (Dialogue)                        | Quentin Tarantino                               | Don Stroud                            | 0:34 |
| 10. | I Got a Name                                                             | Norman Gimbel                                   | Jim Croce                             | 3:15 |
| 11. | I giorni dell'ira (Days of Anger) (tiré de Le Dernier Jour de la colère) | Riz Ortolani                                    | Riz Ortolani                          | 3:05 |
| 12. | 100 Black Coffins                                                        | Jamie Foxx                                      | Rick Ross                             | 3:43 |
| 13. | Nicaragua (tiré de Under Fire)                                           | Jerry Goldsmith                                 | Jerry Goldsmith featuring Pat Metheny | 3:29 |
| 14. | Hildi's Hot Box (Dialogue)                                               | Quentin Tarantino                               | Samuel L. Jackson & Leonardo DiCaprio | 1:16 |
| 15. | Sister Sara's Theme (tiré de Sierra torride)                             | Ennio Morricone                                 | Ennio Morricone                       | 1:26 |
| 16. | Ancora qui                                                               | Ennio Morricone, Elisa Toffoli                  | Ennio Morricone & Elisa               | 5:08 |
| 17. | Unchained (The Payback/Untouchable)                                      |                                                 | James Brown & Tupac                   | 2:51 |
| 18. | Who Did That to You?                                                     | Paul Epworth                                    | John Legend                           | 3:48 |
| 19. | Too Old to Die Young                                                     | Brother Dege                                    | Brother Dege                          | 3:43 |
| 20. | Stephen the Poker Player (Dialogue)                                      | Quentin Tarantino                               | Samuel L. Jackson                     | 1:02 |
| 21. | Un monumento (tiré de Les Cruels)                                        | Ennio Morricone                                 | Ennio Morricone                       | 2:30 |
| 22. | Six Shots Two Guns (Dialogue)                                            | Quentin Tarantino                               | Samuel L. Jackson & Jamie Foxx        | 0:05 |
| 23. | Trinity (Titoli) (tiré de On l'appelle Trinita)                          | Franco Micalizzi                                | Annibale E I Cantori Moderni          | 3:03 |
| 24. | Ode to Django (The D Is Silent) (titre bonus iTunes)                     | RZA                                             | RZA                                   | 4:58 |

### Autres morceaux du film, non présents sur le CD
Sources : IMD,
- Rito finale - Ennio Morricone (tiré de La Cité de la violence)
- Norme con ironie - Ennio Morricone (tiré de La Cité de la violence)
- Town of Silence (2e version) - Luis Bacalov (tiré de Django)
- Gavotte - Grace Collins
- Town of Silence - Luis Bacalov (tiré de Django)
- Requiem and Prologue - Masamichi Amano et l'Orchestre philharmonique de Varsovie (version du Dies Irae de Verdi tirée de Battle Royale)
- The Big Risk - Ennio Morricone (tiré de L'assaut des jeunes loups)
- Minacciosamente lontano - Ennio Morricone (tiré de Les Cruels)

1. Blue Dark Waltz - Luis Bacalov (tiré de Django)

- La Lettre à Élise - Ashley Toman
- Freedom - Richie Havens
- Ain't No Grave (Black Opium Remix) - Johnny Cash
- Dopo la congiura - Ennio Morricone (tiré de Les Cruels)

## Accueil

### Sortie et promotion

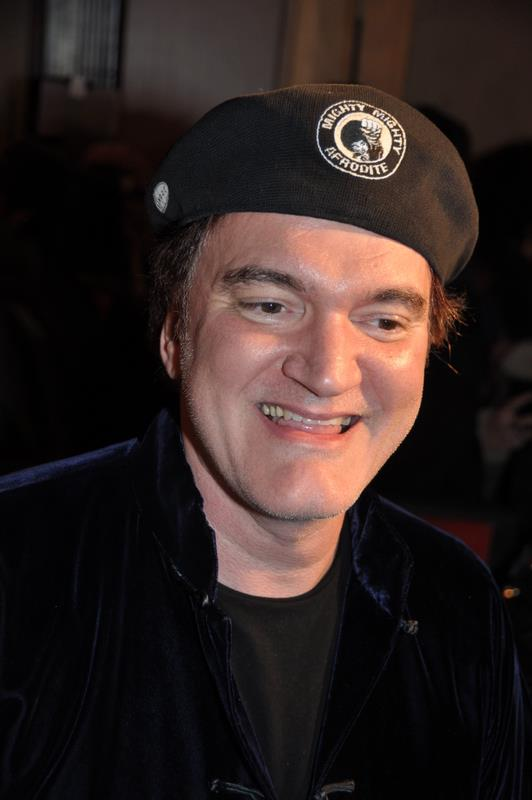
Le scénariste et réalisateur Quentin Tarantino à l'avant-première parisienne du film.

En juin 2012, The Weinstein Company annonce officiellement la sortie nord-américaine pour le 25 décembre 2012. Le 7 juin 2012, une bande-annonce de 2 minutes 30 est rendue publique. Puis, le 14 juin 2012, une deuxième bande-annonce est diffusée. La sortie française, quant à elle, a lieu le 16 janvier 2013.
Durant la promotion du film, courant décembre 2012, Quentin Tarantino révèle qu'une autre version du film dure trois heures. Il déclare : « Je ne suis pas exactement sûr de ce que je pourrais faire avec ce montage. Je vais attendre de voir comment le film marche à travers le monde. Ensuite, je prendrai une décision ».
Par ailleurs, le producteur Harvey Weinstein avait suggéré de séparer le film en deux parties, comme pour Kill Bill. Mais Tarantino explique que cela ne « marcherait pas avec ce film. C'était une décision consciente dès le tout début de ne pas utiliser mes astuces narratives habituelles… Ici, vous devez suivre le voyage de Django jusqu'à la fin ».

### Accueil critique
Sur le site Rotten Tomatoes, le film a reçu des critiques majoritairement favorables, avec une note moyenne de 8⁄10 et 87 % d'avis favorables basées sur 283 critiques. Le site les résume en indiquant que le film est « Intrépide, sanglant, et stylistiquement audacieux, Django Unchained est un autre chef-d'œuvre incendiaire de Quentin Tarantino ». Sur le site Allociné, Django Unchained a reçu la note rare de 4,6⁄5 basée sur 33 titres de presse.
Sur l'IMDb, il détient une moyenne de 8,5⁄10 obtenue sur une moyenne de 418 191 utilisateurs. Sur FilmAffinity, il possède une moyenne de 7,9⁄10 pour plus de 80 000 votes. Sur Metacritic, il obtient le score de 81⁄100 basé sur 42 critiques et 8,5⁄10 par 1 533 utilisateurs.

### Un film trop violent?
Des critiques ont jugé le film trop violent. En 2017, du fait de le diffuser en première partie de soirée, TF1 est contrainte de proposer une version édulcorée du film. Le 9 mai 2021, France 2 diffusa cette même version.
La première diffusion du film Django Unchained a même été reportée à la suite de la fusillade dans l'école Sandy Hook le 14 décembre 2012.
Adam Serwer de Mother Jones a ajouté que « Django, comme beaucoup de films de Tarantino, a aussi été critiqué à cause de sa violence caricaturale […] Quand Schultz tourne la tête à la vue d'un esclave se faisant déchiqueter par des chiens, Django explique à Calvin Candie — le propriétaire de plantations interprété par Leonardo DiCaprio — que Schultz n’est pas habitué aux Américains. ».

### Box-office
En France, le film dépasse les quatre millions d'entrées courant mars 2013 et devient ainsi le meilleur score de Quentin Tarantino, devant Inglourious Basterds (2 847 740 entrées) et Pulp Fiction (2 864 640 entrées).
| Pays ou région | Box-office        | Date d'arrêt du box-office | Nombre de semaines |
| -------------- | ----------------- | -------------------------- | ------------------ |
| États-Unis     | 162 805 434 $,    | 16 mai 2013                | 21                 |
| France         | 4 303 569 entrées | 28 mai 2013                | 19                 |
| Total mondial  | 425 368 238 $     | 22 septembre 2013          | -                  |

### Controverse
Le site internet américain Spill.com a fortement critiqué l'utilisation abusive du mot « nègre » (nigger en anglais). Cependant, certains critiques trouvent l'emploi du mot justifié par le contexte historique du film. Le réalisateur Spike Lee, qui s'est déjà plusieurs fois opposé à Tarantino pour la même raison, déclare qu'il est contre le film et qu'il ne le verra pas : « Je pense que ça serait manquer de respect à mes ancêtres. C'est tout ce que j’ai à dire. Je ne peux pas leur manquer de respect ». Il a ajouté sur Twitter que « l'esclavage américain n'était pas un western spaghetti de Sergio Leone. C'était un holocauste. Mes ancêtres étaient des esclaves. Volés de l'Afrique. Je leur ferai honneur ». Louis Farrakhan déclare à ce sujet : « Le film a changé la direction des armes ».

## Distinctions
Source : Internet Movie Database.

### Récompenses
- Festival du film de Hollywood 2012 : meilleur scénario pour Quentin Tarantino
- National Board of Review Awards 2012 : meilleur acteur dans un second rôle pour Leonardo DiCaprio
- San Diego Film Critics Society Awards 2012 : meilleur acteur dans un second rôle pour Christoph Waltz
- New York Film Critics Online Awards 2012 : meilleure musique de film pour Quentin Tarantino
- St. Louis Film Critics Association Awards 2012 :
  - meilleur acteur dans un second rôle pour Christoph Waltz
  - meilleure musique de film pour Quentin Tarantino
- Indiana Film Journalists Association Awards 2012 : meilleur réalisateur pour Quentin Tarantino
- Austin Film Critics Association Awards 2012 : meilleur acteur dans un second rôle pour Christoph Waltz
- Black Film Critics Circle 2012 :
  - meilleur acteur dans un second rôle pour Christoph Waltz
  - meilleur scénario pour Quentin Tarantino
- Australian Academy of Cinema and Television Arts Awards 2013 : meilleur scénario pour Quentin Tarantino
- BAFTA Awards 2013 :
  - meilleur acteur dans un second rôle pour Christoph Waltz
  - meilleur scénario original pour Quentin Tarantino
- Critics' Choice Movie Awards 2013 : meilleur scénario original pour Quentin Tarantino
- Golden Globes 2013 :
  - meilleur acteur dans un second rôle pour Christoph Waltz
  - meilleur scénario pour Quentin Tarantino
- MTV Movie Awards 2013 : Best WTF Moment : « Candieland Gets Smoked » pour Jamie Foxx et Samuel L. Jackson
- NAACP Image Awards 2013 :
  - meilleure actrice dans un second rôle pour Kerry Washington
  - meilleur acteur dans un second rôle pour Samuel L. Jackson
- David di Donatello 2013 : meilleur film étranger
- Oscars 2013 :
  - meilleur acteur dans un second rôle pour Christoph Waltz[70]
  - meilleur scénario original pour Quentin Tarantino[71]
- Prix de l'adaptation en doublage 2013-2014 (catégorie « film en prises de vue réelles ») attribué à Pierre Arson, pour l'adaptation française[72].

### Nominations
- BAFTA Awards 2013 :

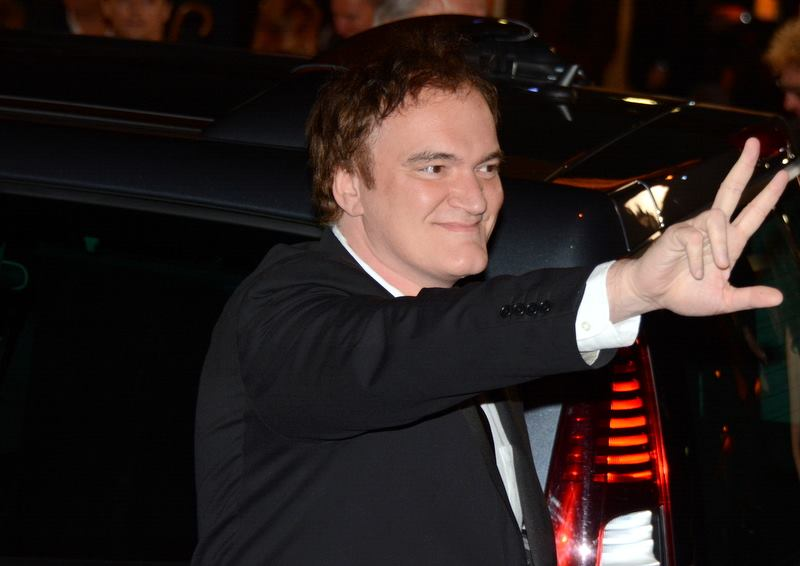
Le scénariste et réalisateur Quentin Tarantino à la 39e cérémonie des César 2014, à Paris

  - meilleur réalisateur pour Quentin Tarantino
  - meilleur montage pour Fred Raskin
  - meilleur son pour Mark Ulano, Michael Minkler, Tony Lamberti et Wylie Stateman
- Golden Globes 2013 :
  - meilleur film dramatique
  - meilleur réalisateur pour Quentin Tarantino
  - meilleur acteur dans un second rôle pour Leonardo DiCaprio
- Oscars 2013 :
  - meilleur film
  - meilleure photographie pour Robert Richardson
  - meilleur montage de son pour Wylie Stateman
- César 2014 : meilleur film étranger
- Grammy Awards 2014 : Meilleure compilation de bande originale pour un média visuel

## Analyse

### Inexactitudes historiques
Bien que Tarantino ait dit à propos du combat mandingue « j'ai toujours été conscient que ces choses existaient », il n'existe aucune preuve historique que les propriétaires d'esclaves aient jamais mis en scène des affrontements comme celui représenté dans le film,. Au contraire, l'historienne Edna Greene Medford note qu'il n'y a que des rumeurs non documentées sur de tels combats. David Blight, le directeur du Centre de Yale pour l'étude de l'esclavage, précise que ce n'était pas une question de réserve morale ou éthique qui empêchait les propriétaires d'esclaves de laisser ceux-ci combattre les uns contre les autres, mais plutôt l'intérêt économique : les propriétaires ne voulant pas risquer leurs investissements financiers importants dans des combats de gladiateurs.
Pour David Denby dans le New Yorker, il est impossible de prendre Django Unchained pour un portrait tant soit peu exact de l'esclavage. Le film s'inscrit dans une série de films où Tarantino, jouant avec les conventions de genre, mêlant violence et sadisme, n'hésite pas à inventer certaines cruautés du Sud esclavagiste pour les besoins de son propos.
Le terme non historique de « Mandingo », désignant un combat entre deux esclaves ou encore désignant un esclave reproducteur ne vient pas de Tarantino mais du film Mandingo.
Sur la question de l'histoire du vrai personnage de Django, de son vrai nom, Dangerfield Newby, rien ne correspond. En effet, le vrai Django ne connaît pas une fin aussi heureuse que dans le film de Tarantino. Son histoire a été détournée au profit du divertissement.

### Anachronismes
L'action du film est censée se dérouler en 1858.
- Alfred Nobel invente la dynamite en 1866 et en dépose le brevet en 1867. Il est donc impossible que les personnages utilisent des bâtons de dynamite.
- Le Ku Klux Klan n'est fondé que le 24 décembre 1865, il est donc impossible qu'il apparaisse[79].
- Le buste de Néfertiti n'a été découvert qu'en décembre 1912. Il est donc impossible d'en voir une reproduction posée sur un meuble dans un couloir du club Cléopatra, là où Léonid Moguy, l'avocat de Calvin J. Candie, accueille le docteur Schultz et Django[80].
- Quand le marshall Gill Tatum marche en direction du saloon, l'homme à sa gauche tient en mains une carabine Winchester à répétition modèle 1873.
- Le fusil utilisé par le docteur Schultz et Django est un Sharps 1874 Buffalo (en)[81], fabriqué en 1874, soit seize an après les évènements du film.